# Широко-Оглоблинский
Широ́ко-Огло́блинский — хутор в Милютинском районе Ростовской области.
Входит в состав Светочниковского сельского поселения.

## Население
| 2010 |
| ---- |
| 52   |

## Улицы
- ул. Крестьянская,
- ул. Нижняя,
- ул. Промышленная.